# Операция «Ковбой»
Операция «Ковбой» — операция по спасению племенных лошадей, прошедшая во время Второй мировой войны в чехословацкой деревне Гостоунь 28 апреля 1945 года, в последние дни боёв на Европейском театре военных действий.
Является одним из двух известных во время войны случаев, в которых американские и немецкие солдаты Вермахта вместе сражались против Войск-СС (второй — битва при замке Иттер).

## Предпосылки
После присоединения Австрии к нацистской Германии в 1938 году племенные кобылы липицианской породы из Испанской школы верховой езды попали под контроль Германии. И в 1943 году большая часть кобыл и жеребят были насильно перевезены на экспериментальную ферму в деревне Гостоунь в оккупированной нацистами Чехословакии. Целью было создание отдельного вида «арийских лошадей».
На заключительном этапе Второй мировой войны Гостоунь находилась на пути наступления Красной Армии с востока, и немецкие солдаты на ферме без энтузиазма относились к сдаче в плен советским солдатам. С западной стороны в этом направлении продвигался XII корпус 3-й армии США под командованием генерала Джорджа Паттона, участвовавшей в гонке с советскими войсками за освобождение Праги.
Глава школы верховой езды Алоис Подхайски был известным австрийским наездником и экспертом по выездке, бронзовым призёром Олимпийских игр 1936 года. Он также числился офицером австрийской армии и к 1938 году был зачислен в Вермахт в звании майора. Он смог перевезти жеребцов в деревню Санкт-Мартин, пока кобылы и жеребята оставались в Гостоуне. Подхайски в поисках способа сохранения своей школы и лошадей встретился с генерал-лейтенантом Уолтоном Гаррисом — командующим 20 Армейским корпусом, захватившим деревню, где находилась школа,— и генерал-лейтенантом Джорджем Паттоном. Оба, будучи заядлыми конниками, попросили показать выступление белых коней липицианской породы. Ближе к концу представления Подхайски подъехал к Паттону и салютовал ему.

## Подготовка

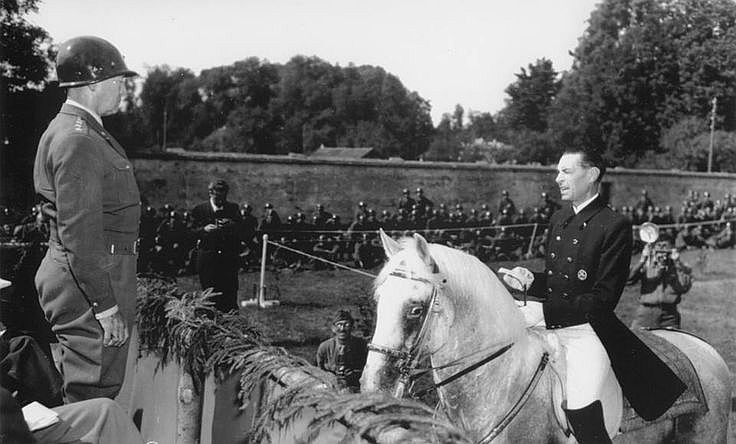
Генерал Паттон и Алоис Подхайски

Немецкие ветеринары на ферме, которой управлял подполковник Хуберт Рудофски, опасались того, что советские солдаты могут сделать с лошадьми, так как по их словам, во время освобождения Венгрии племенные лошади использовали в качестве обозных, а захваченных в конюшнях Градица недалеко от Торгау лошадей употребили в пищу. Офицер разведки Люфтваффе, подполковник Вальтер Холтерс, не входивший в состав сотрудников фермы, но оказавшийся там по причине нехватки горючего[уточнить], предложил Рудофски договориться с войсками США о сдаче им в плен и спасении лошадей. Холтерс, офицер генерального штаба, дал согласие. Был установлен контакт с ближайшим американским подразделением в этом районе, 42 разведывательным эксадроном 2-го кавалерийского полка 3 Армии США под командованием Паттона. Данная группировка была известна своими смелыми атаками, а среди немецких солдат имела прозвище «Призраки Паттона». Несмотря на то, что полк был механизированным, многие её офицеры являлись наездниками и до зачисления служили в конных частях, поэтому решение об операции было принято без промедления.
Операция казалась непростой по целому ряду причин. Во-первых, немецкие войска на границе с Чехословакией не знали о договоре и намерены были воспрепятствовать входу американского контингента в район. Во-вторых, многие из сотен кобылиц были беременны, а большинство остальных только что разродились. Наконец, после Ялтинской конференции территория находилась в советской зоне влияния, и наступающая Красная Армия, вероятно, не согласилась бы с условиями операции, если бы достигла фермы до завершения вывоза лошадей.
Вероятно, встреча между Холтерсом и полковником Чарльзом Ридом[кем?] являлась следствием проведенных ещё до 26 апреля переговоров между Паттоном и Подхайски[кто?] когда они встретились в Санкт-Мартине. В то же время историк Йиндржих Марек из Военно-исторического института в Праге выразил мнение, что проведение операции по спасению являлось решением самого Рида, а не приказом генерала Джорджа С. Паттона. Паттон сам был отличным наездником, представителем Соединенных Штатов на Олимпийских играх 1912 года. Однако он, по мнению Марека, узнал об этой операции лишь в мае 1945 года.
Для операции были выделены два небольших кавалерийских разведывательных отряда с разведывательными бронеавтомобилями M8, несколько САУ M8 Howitzer и два легких танка M24 Chaffee, а также прикрытие пехоты численностью 325 человек; оперативной группой командовал майор Роберт П. Эндрюс. Путь к ферме занимал 32 км по территории, все ещё занятой немцами. На ней дислоцировались немецкие войска, включая две небольшие бронетанковые дивизии (среди них 11-я танковая дивизия, которая через несколько дней сдастся в плен в Пассау).

## Ход операции
Прорвав немецкую оборону при помощи артиллерии XII корпуса, небольшой отряд начал продвижение к ферме, встречая редкое сопротивление и периодический снайперский огонь. Между линией фронта и фермой проходила короткая дорога через несколько деревень, большая часть которой никак не охранялась. Обеспечив относительную безопасность дороги, Эндрюс занял ферму и столкнулся с задачей непосредственной эвакуации лошадей. Поскольку лошадей было больше, чем солдат, Эндрюс призвал на помощь военнопленных, которые работали на ферме, среди которых были британцы, новозеландцы, французы, поляки и сербы. Их количество превышало ранее озвученное во время переговоров в два раза. Кроме того, он раздал оружие пленным немецким солдатам внутренних войск и Люфтваффе. Он также принял помощь русского казака-антикоммуниста, князя Амассова, который возглавлял небольшой отряд казачьей кавалерии, дезертировавший из немецкой 1-й казачьей кавалерийской дивизии и находившийся в этом районе.
Прибыв на ферму, полковник Рид занялся поиском транспорта для перевозки беременных лошадей и жеребят. Майор Эндрюс тем временем передал командование оперативной группой своему заместителю, капитану Томасу М. Стюарту. Немцы и американцы подвергались атакам пехоты Войск-СС, которые были в конечном итоге отбиты с потерями обеих сторон. Двое солдат были убиты во время боёв со стороны союзников возле деревни Бела-над-Радбузоу: рядовой Рэймонд Манц и технический специалист Чарльз Саттон из оперативной группы Стюарта.
Лошадей удалось перегнать, некоторых под седлом, а остальных в табуне, когда в поле зрения появился первый советский Т-34. Советские войска избегали любой конфронтации с союзниками. Операция была завершена, когда всех лошадей погрузили в грузовики и вывезли за американскую линию фронта.

## Последствия
После вывоза за границу Чехословакии лошади и несколько солдат отправились в Мансбах, Германия, где они провели лето. Подайски с помощью самолета перевезли к лошадям, чтобы он мог их осмотреть. Он забрал лошадей в школу в Санкт-Мартин, где находилась другая часть его школы.
В подарок от Подхайского около 200 лошадей на сумму около 1 млн долларов были переданы в службу коневодства США, в том числе три липицанских жеребца и шесть липицанских кобыл. Корабль, на котором они отправились в путь через океан, чуть не опрокинулся в зимнюю бурю – лошади буквально вырывались из своих стойл, но никто не пострадал. Несколько лет спустя, когда Департамент сельского хозяйства распустил службу лошади остались частным владельцам.
С тех пор многие владельцы в США импортировали липицанер из Европы и даже начали их разведение. Однако без помощи 2-й КГ это было бы невозможно. "Люди рисковали своими жизнями, чтобы вывести этих лошадей". — говорит Мэри Лайтстоун из Американского Реестра Липицанеров. "Это была не самая опасная миссия в войне, но вокруг Гостоунь были снайперы. Мы должны быть благодарны им за то, что порода все еще здесь"

## В массовой культуре
Американский приключенческий военный фильм 1963 года «Чудесное спасение белых жеребцов», выпущенный Уолтом Диснеем, основан на событиях Операции «Ковбой».

## Рекомендации
- Operation Cowboy — How American GIs & German Soldiers Joined Forces to Save the Legendary Lipizzaner Horses in the Final Hours of WW2
- We wanted to do something beautiful" — How the US cavalry saved some of world’s most treasured horses in wartime Czechoslovakia